# Adolph Gottlieb
Adolph Gottlieb (ur. 14 marca 1903 w Nowym Jorku, zm. 4 marca 1974, tamże) – amerykański malarz, przedstawiciel ekspresjonizmu abstrakcyjnego.

## Życiorys
Urodził się w Nowym Jorku. Studiował w Nowym Jorku (m.in. pod kierunkiem Johna Sloana) oraz w Paryżu.
W 1935 współzakładał grupę The Ten (Dziesiątka), zajmującą się malarstwem abstrakcyjnym i ekspresjonistycznym. Rok później poprzez organizację Works Progress Administration, zajmującą się zatrudnianiem bezrobotnych, zaangażował się w tzw. Federal Art Project (projekt wykorzystujący bezrobotnych artystów do tworzenia tzw. sztuki publicznej – plakatów, malowideł ściennych i obrazów mających ozdabiać miejsca publiczne). Zajmował się tam malarstwem sztalugowym.
W 1939 wygrał krajowy konkurs na malowidło ścienne mające zdobić budynek poczty w Yerrington w stanie Nevada. Dwa lata później rozpoczął pracę nad cyklem „Piktogramy”. Pierwszy z obrazów został wystawiony w 1942 na drugiej dorocznej wystawie Federacji Malarzy i Rzeźbiarzy Nowoczesnych w galerii Wildenstein w Nowym Jorku. Pierwsza indywidualna wystawa Gottlieba została otwarta w nowojorskiej Artists Gallery 28 grudnia tego samego roku.
W 1943 Gottlieb wraz z innymi malarzami abstrakcyjnymi, jak m.in. Mark Rothko, John Graham i George Constant, założył stowarzyszenie New York Artist Painters. Wspólnie z M. Rothko wystosował list – manifest twórczy abstrakcyjnych ekspresjonistów opublikowany 13 czerwca w New York Times.
W 1944 został prezesem Federacji Malarzy i Rzeźbiarzy Nowoczesnych – piastował tę funkcję do następnego roku. W 1945 Muzeum Guggenheima kupiło 11 obrazów i jeden gwasz Gottlieba.
W kolejnych latach prace Gottlieba wystawiano wielokrotnie m.in. w Nowym Jorku i Paryżu. Nagradzano go też za osiągnięcia artystyczne.
W 1966 w pożarze zostało doszczętnie zniszczone jego studio. W 1970 po wylewie został lewostronnie sparaliżowany i skazany na życie na wózku inwalidzkim – kontynuował jednak malowanie. Zmarł w Nowym Jorku.